# Episodi di Cherif (quarta stagione)
La quarta stagione della serie televisiva Cherif è stata trasmessa sul canale francese France 2 dal 6 gennaio al 3 febbraio 2017.
In Italia è andata in onda su Giallo dal 24 aprile al 22 maggio 2017.
| nº | Titolo originale                   | Titolo italiano                      | Prima TV Francia | Prima TV Italia |
| -- | ---------------------------------- | ------------------------------------ | ---------------- | --------------- |
| 1  | Jusqu'à ce que la mort nous sépare | Finché morte non ci separi           | 6 gennaio 2017   | 24 aprile 2017  |
| 2  | Impitoyable Sélection              | Selezione spietata                   | 6 gennaio 2017   | 24 aprile 2017  |
| 3  | Crime parfait                      | Omicidio perfetto                    | 13 gennaio 2017  | 1º maggio 2017  |
| 4  | La Mort de Kader Cherif            | La morte di Kader Cherif             | 13 gennaio 2017  | 1º maggio 2017  |
| 5  | Cherif contre Cherif               | Cherif contro Cherif                 | 20 gennaio 2017  | 8 maggio 2017   |
| 6  | Hors la loi                        | Rapita                               | 20 gennaio 2017  | 8 maggio 2017   |
| 7  | Qui a tué le colonel Moutarde?     | Chi ha ucciso il colonnello Mustard? | 27 gennaio 2017  | 15 maggio 2017  |
| 8  | La Dernière Séance                 | L'ultimo spettacolo                  | 27 gennaio 2017  | 15 maggio 2017  |
| 9  | Otages                             | Ostaggi                              | 3 febbraio 2017  | 22 maggio 2017  |
| 10 | Que justice soit faite             | Che giustizia sia fatta              | 3 febbraio 2017  | 22 maggio 2017  |

## Finché morte non ci separi
- Titolo originale: Jusqu'à ce que la mort nous sépare
- Diretto da: Vincent Giovanni
- Scritto da: Julien Auscutter, Lionel Olenga e Marine Gacem

### Trama
Dopo sette mesi senza dare notizia di sé, Adeline ritorna al suo lavoro senza fornire alcuna spiegazione ai colleghi e affianca Kader nell'indagine sulla morte sospetta di Antoine Cochin, fondatore di una linea di orologi di lusso. Da otto mesi era sposato con Isabelle Vanier, vedova nera già accusata della morte dei suoi precedenti due mariti.

## Selezione spietata
- Titolo originale: Impitoyable sélection
- Diretto da: Vincent Giovanni
- Scritto da: Marine Gacem e Lionel Olenga

### Trama
Nel corso del matrimonio tra Deborah e Pierre, tutti i presenti eccetto Adeline ricevono sul cellulare la foto di una donna col viso sfumato allegato ad un messaggio che li invita a trovarla entro tre ore, pena la sua morte.

## Omicidio perfetto
- Titolo originale: Meurtre parfait
- Diretto da: Vincent Giovanni
- Scritto da: Lionel Olenga e Marine Gacem

### Trama
L'investimento del meccanico Karim Bosquet porta i capitani ad occuparsi del celebre avvocato Xavier Lamarre, già sospettato di aver ucciso la propria consorte e di averne fatto sparire il cadavere. Sylvie Delmas contatta Adeline facendole sapere che è a conoscenza delle sue indagini private e proponendole di incontrarsi.

## La morte di Kader Cherif
- Titolo originale: La mort de Kader Cherif
- Diretto da: Akim Isker
- Scritto da: Lionel Olenga, Laure de Colbert e Mehdi Ouahab

### Trama
Kader si trova a rivivere continuamente la stessa giornata, caratterizzata dall'omicidio dell'assicuratore Gerard Sinclair e dalla presenza di un'anziana e misteriosa donna.

## Cherif contro Cherif
- Titolo originale: Cherif contre Cherif
- Diretto da: Akim Isker
- Scritto da: Lionel Olenga, Laure de Colbert e Mehdi Ouahab

### Trama
Una tassista viene assassinata nella centralissima rue Victor Hugo. All'interno della sua auto un dettaglio su alcune banconote fa pensare al capitano Cherif che Farid sia in qualche modo coinvolto. Mentre Kader si prepara a troncare la propria relazione con Justine, qualcuno si introduce in casa di Adeline alla ricerca di documenti.

## Rapita
- Titolo originale: Hors la loi
- Diretto da: Akim Isker
- Scritto da: Lionel Olenga, Laure de Colbert e Mehdi Ouahab

### Trama
A seguito del rapimento di Sarah, Kader libera Malek Rouha dalla cella del commissariato e fugge con lui. Impossibilitato a spiegare chiaramente ai colleghi le ragioni del suo gesto, lancia ad Adeline un messaggio in codice citando un personaggio di Missione impossibile. Il comandante Dupré però non crede all'innocenza di Cherif e ostacola i tentativi di localizzare Sarah prima della cattura dei due fuggitivi.

## Chi ha ucciso il colonnello Mustard?
- Titolo originale: Qui a tué le colonel Moutarde?
- Diretto da: Akim Isker
- Scritto da: Cécile Leclerc, Yannick Hervieu, Laure de Colbert, Mehdi Ouahab e Lionel Olenga

### Trama
Durante una corsa mattutina nei boschi, Kader si imbatte in un'auto ferma sul lato di una strada con a bordo un cadavere travestito da colonnello Mustard; nei paraggi c'è anche Dejax sotto choc. La vittima, Paul Bordier, aveva fatto perdere le sue tracce la notte precedente dopo una partita vivente a Cluedo, a cui avevano partecipato diversi patologi. Nel frattempo si avvicina il momento della partenza di Sarah per gli Stati Uniti.

## L'ultimo spettacolo
- Titolo originale: La dernière séance
- Diretto da: Chris Briant
- Scritto da: Julie-Anna Grignon e Lionel Olenga

### Trama
Al termine di una matinée infrasettimanale, uno spettatore resta seduto su una poltroncina del cinema Saint Denis, ucciso da due coltellate. Si tratta di Antoine Schwartz, famoso uomo d'affari senza scrupoli. Per far ripartire le indagini su Sylvie Delmas e sul suo coinvolgimento nella morte di Sebastien Briard, Kader organizza un incontro con Pascal Garnier, ma l'inaspettata visita di sua madre rischia di scombinare i piani.

## Ostaggi
- Titolo originale: Otages
- Diretto da: Chris Briant
- Scritto da: Virginie Schwartz, Julien Anscutter e Lionel Olenga

### Trama
Mentre Adeline è impegnata a spiare un incontro tra Brossault e Garnier, in commissariato il battelliere Bruno Portal prende in ostaggio Kader e Jean-Paul, pretendendo che gli ispettori Briard e Cherif lo scagionino dall'accusa di aver ucciso sua figlia Emma e di averne occultato il cadavere.

## Che giustizia sia fatta
- Titolo originale: Que justice soit faite
- Diretto da: Chris Briant
- Scritto da: Lionel Olenga eMarine Gacem

### Trama
Allo studio legale Ruffo & Associati, Kader e Adeline trovano assassinato l'avvocato di Brossault, mentre i documenti relativi al caso sono stati distrutti. Il suo cliente ora ritratta la confessione e si rifiuta di collaborare, mentre Sylvie Delmas ha ottenuto di poter partecipare all'indagine e la orienta contro Pascal Garnier.